# Hugo Schmidli
Hugo Schmidli (fl. XX secolo) è stato un calciatore svizzero.

## Carriera
Trasferitosi a Genova, giocò per i club calcistici cittadini più importanti, il Genoa e la Società Ginnastica Andrea Doria.
In rossoblu esordisce il 13 gennaio 1907, nel pareggio esterno per uno ad uno contro i rivali cittadini dell'Andrea Doria. Giocò anche l'incontro di ritorno, il 3 febbraio, incappando in una sconfitta per tre ad uno che comportò l'esclusione del club genovese dal Girone Finale della Prima Categoria 1907.
Rimase inattivo nel stagione 1908, a causa della scelta "autarchica" della F.I.F. che vietò ai club italiani di utilizzare giocatori stranieri.
Nel 1909, tornò a giocare, questa volta con l'Andrea Doria, esordendo in biancoblu nel pareggio casalingo del 17 gennaio 1909 per uno ad uno contro il Genoa. Giocò anche gli altri due incontri del Girone eliminatorio Ligure, che alla fine videro prevalere il Genoa.
Al termine della stagione lasciò l'attività agonistica.